# Bidestroff
Bidestroff (Duits:  Biedesdorf) is een gemeente in het Franse departement Moselle (regio Grand Est) en telt 145 inwoners (1999).
De gemeente maakt deel uit van het arrondissement Sarrebourg-Château-Salins en sinds 22 maart 2015 van het kanton Le Saulnois, toen het kanton Dieuze, waar de gemeenten daarvoor onder viel, erin opging.

## Geografie
De oppervlakte van Bidestroff bedraagt 8,0 km². De bevolkingsdichtheid is 18,1 inwoners per km².
De onderstaande kaart toont de ligging van Bidestroff met de belangrijkste infrastructuur en aangrenzende gemeenten.

## Demografie
Onderstaande figuur toont het verloop van het inwonertal (bron: INSEE-tellingen).